# Notiophygus ledouxi
Notiophygus ledouxi là một loài bọ cánh cứng trong họ Discolomatidae. Loài này được John miêu tả khoa học năm 1971.